# ボンダ
ボンダ(Bonda)は、南インドの揚げポテトスナックである。地域によって甘いものも塩味のものもある。最も一般的なものはジャガイモのボンダ（バタタヴァダ）であるが、地域によって、サツマイモ、タピオカ、摩り下ろしたパイナップルやエンドウ、パニール等を材料としたものもある。

## 歴史
ボンダのレシピは、カルナータカを治めていたソーメーシュヴァラ3世が編纂した12世紀のサンスクリット語の百科事典である『マナソラサ』に、parikaとして掲載されている。

## 作り方

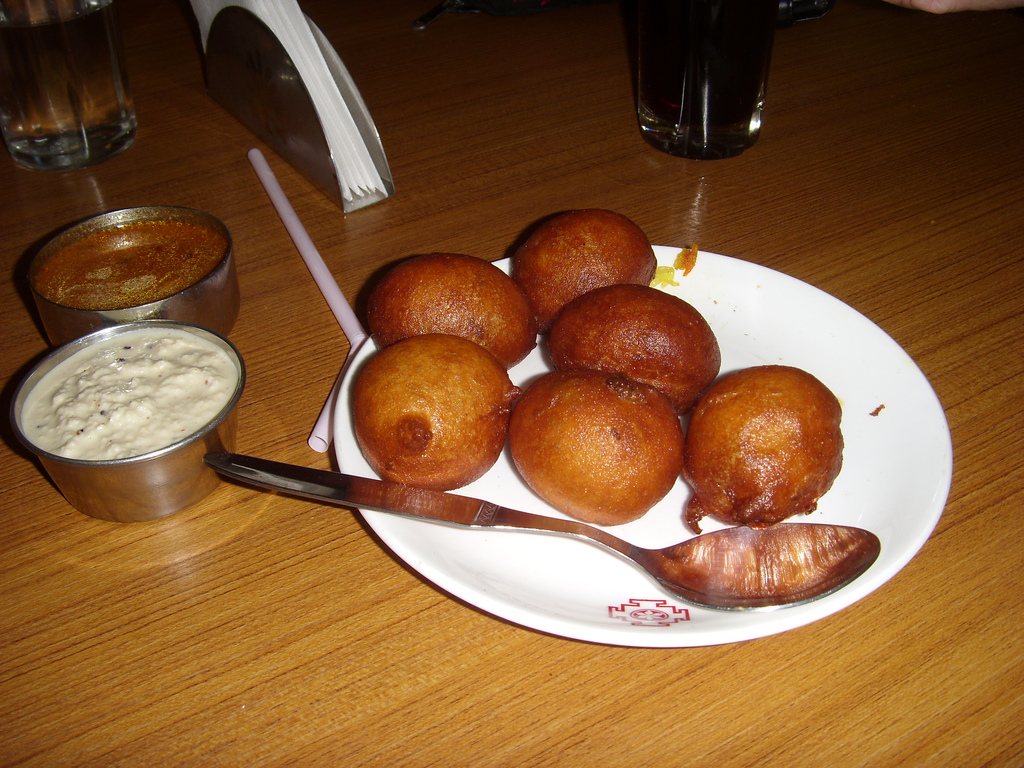
マンガルールのボンダ（マンガルールバジ）

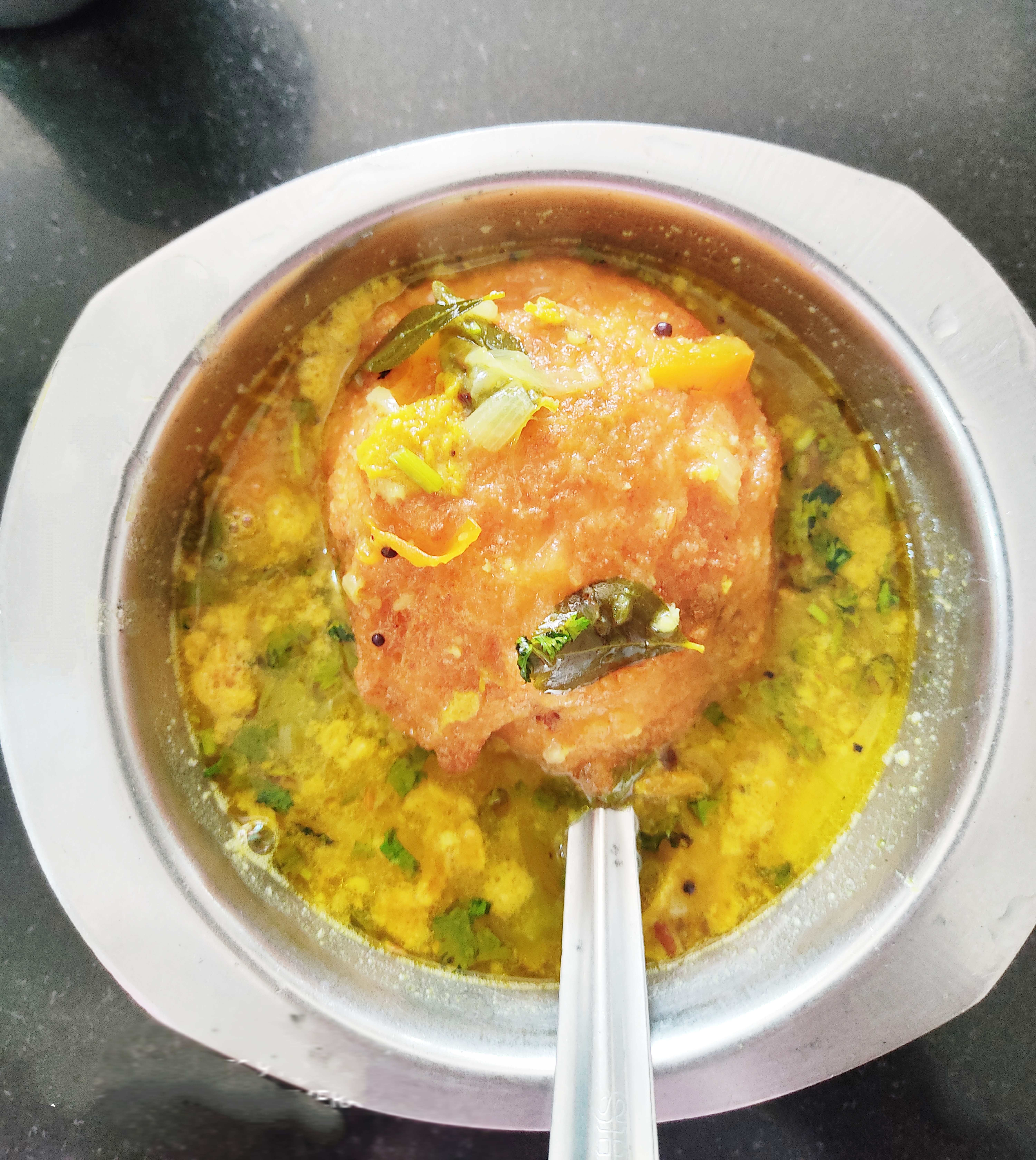
ボンダ入りの豆のスープ

スパイシーなボンダを作る際には、ジャガイモのフィリングをベサンのバッター液に付けて油で揚げる。
甘味のものもスパイシーなものもあり、ケーララ州では、ジャガイモの代わりにタピオカやサツマイモとタマネギ、ゆで卵、マサラ、挽肉等で作ることがある。
タミル・ナードゥ州では、ケツルアズキのバッター液を用いる。
アーンドラ・プラデーシュ州では、poornaluとして知られている。
野菜のボンダはウドゥピ料理であり、新鮮なエンドウやみじん切りにしたサヤインゲン、ニンジン、コリアンダーの葉等がフィリングとして用いられる。Goli bajeはマンガルールのボンダとしても知られるが、マイダ粉から作る。